# Austin FX4
Austin FX4 — чёрный лондонский кэб, осуществляющий функции такси. Является одной из визитных карточек Лондона.

## История
В 1947 году появился кэб Morris-Commercial. Год спустя новый автомобиль такси выпускает и «Austin» — модель FX3. Он стал первым «black cab». FX3 был популярным кэбом, его общий выпуск составил 7000 экземпляров. Первый FX4 с регистрационным номером VLW 431 вышел на ловлю пассажиров в июле 1958 года, а год спустя им заменили все работавшие на лондонских улицах FX3, кроме тех, что были оснащены дизелями.
Компания «Carbodies» в 1982 году выкупила право на производство FX4 и собирала эту модель под торговой маркой LTI (London Taxis International) до 1997 года. Обновлённая модификация FX4 носила имя «Fairway». Двигатели и трансмиссии выпускались компанией «Nissan». Всего было выпущено более 75 000 FX4, эти такси сегодня составляют около 80 % всех кэбов Соединенного королевства. С 2007 года такси LTI TX4 собирают на филиале фирмы в Шанхае: модели 2011 года — Tx4 Style и Tx4 Elegance.